# Evangelische Kirche (Hessisch Lichtenau)

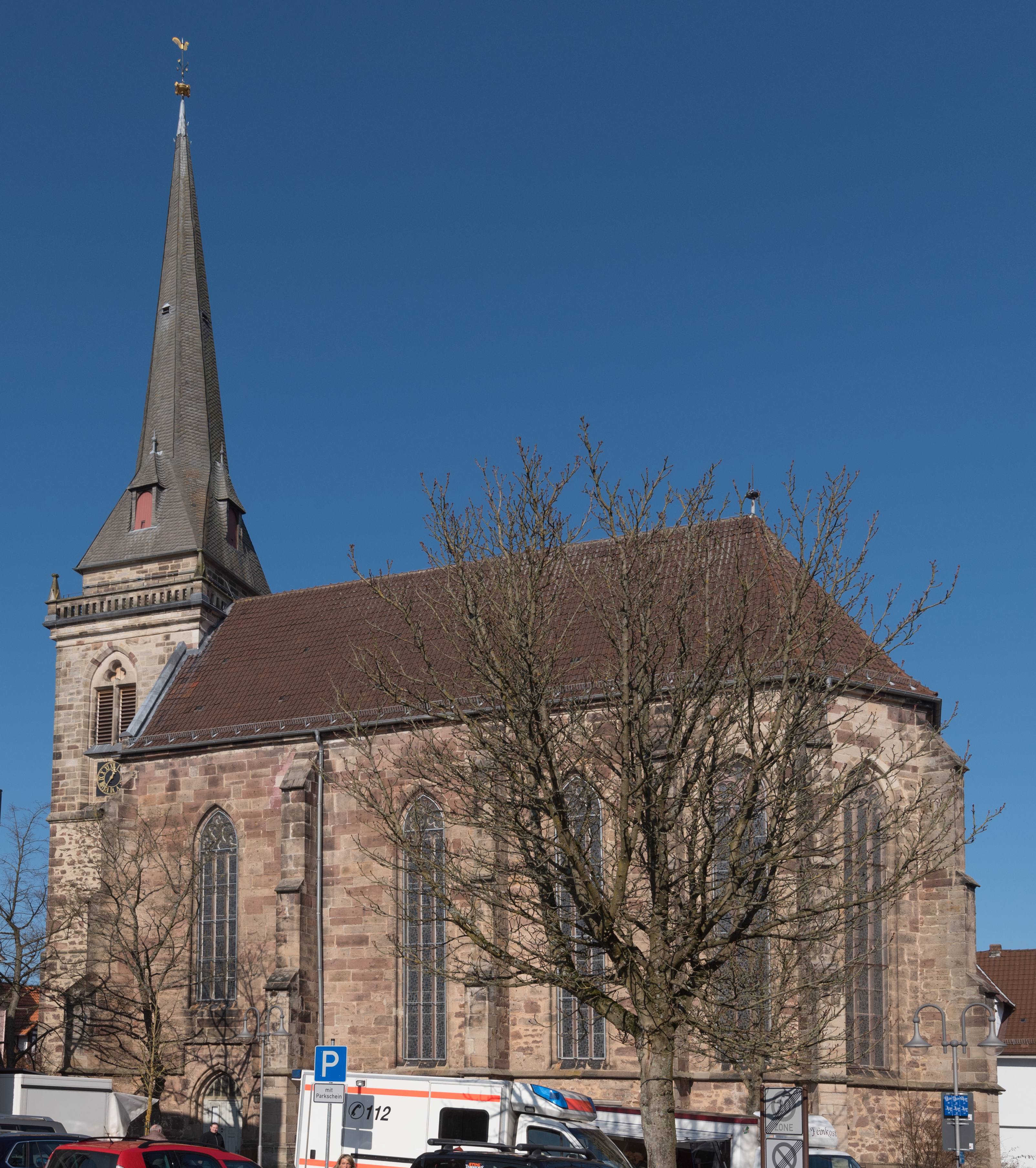
Evangelische Kirche (Hessisch Lichtenau)

Die evangelische Kirche Hessisch Lichtenau ist ein denkmalgeschütztes Kirchengebäude in der Kleinstadt Hessisch Lichtenau im Werra-Meißner-Kreis in Hessen. Die Kirchengemeinde gehört zum Kirchenkreis Werra-Meißner im Sprengel Kassel der Evangelischen Kirche von Kurhessen-Waldeck.

## Beschreibung
Die beiden unteren Geschosse des Kirchturms aus Bruchsteinen im Westen stammen vom Ende des 13. Jahrhunderts. Das Obergeschoss aus Quadermauerwerk, das die Turmuhr und den Glockenstuhl beherbergt, wurde nach Plänen von Louis Angermann 1888/89 hinzugefügt. Es schließt mit einer Aussichtsplattform ab. Darauf sitzt ein achtseitiger, schiefergedeckter, spitzer Helm mit vier Dachgauben. Mit dem Bau des Langhauses und des Chors aus einem Joch aus Bruchsteinen und einem 5/8-Schluss, an den an der Nordseite eine Sakristei angefügt ist, wurde 1415/16 begonnen und erst nach durch Rechtsstreitigkeiten bedingter Bauunterbrechung in Quadermauerwerk zu Ende geführt. Die Wände des Langhauses und des Chors werden von Strebepfeilern gestützt, zwischen denen sich Maßwerkfenster befinden. Im Innenraum wurden die Sterngewölbe 1888 in Holz erneuert, nur in der Sakristei blieb das ursprüngliche Netzgewölbe erhalten. Die erste Orgel wurde 1890 von den Gebrüdern Euler gebaut. Sie wurde 1996 durch eine Orgel mit 27 Registern, zwei Manualen und einem Pedal von Dieter Noeske ersetzt.